# Europeisk bergssork
Europeisk bergssork (Dinaromys bogdanovi) är en gnagare i underfamiljen sorkar som förekommer i bergstrakter på Balkan. Arten är den enda i sitt släkte.

## Utbredning
Utbredningsområdet sträcker sig över Kroatien, Bosnien och Hercegovina, Montenegro, Serbien och Nordmakedonien. Tidigare hade den en större utbredning, enligt upphittade fossil fanns den under pleistocen även i Italien, Grekland, Ungern och Ukraina. I vissa regioner förekommer djuret mycket talrik. Till exempel har den i Montenegro den största populationen av alla små däggdjur.

## Utseende
Kroppslängden (huvud och bål) ligger mellan 10 och 15 centimeter och därtill kommer en 8 till 11 centimeter lång svans. Arten väger 30 till 82 g. Pälsens ovansida är gråbrun till blågrå och undersidan är ljusgrå. Svansen är uppdelad i en brun ovansida och en vit undersida. Vid svanens spets förekommer en tofs av styva hår.

## Ekologi
Habitatet utgörs av bergstrakter som ligger 1 300 till 2 200 meter över havet. Europeisk bergssork är aktiv på natten och gömmer sig på dagen under stenar eller i bergssprickor. Den äter främst gräs. Före vinter samlar den ett förråd. Arten håller ingen vinterdvala. Honor kan ha en (under våren) eller två (den andra under sommaren) kullar per år. Dräktigheten varar uppskattningsvis en månad och en månad senare är ungarna självständiga.

## Systematik
Arten räknas i underfamiljen sorkar ofta till tribus Clethrionomyini, alltså som nära släkting till skogssorkarna. Denna indelning är omstridd. Enligt nyare undersökningar har arten idag inga släktingar i underfamiljen. Den ryska zoologen Igor Zagorodnyuk listar europeisk skogssork till tribus Pliomyini, som annars innefattar utdöda sorkar som levde mellan pliocen och pleistocen i Eurasien. I äldre systematiska förteckningar räknas arten till släktet Dolomys. Idag listas bara utdöda arter till Dolomys.

## Status
I arten utbredningsområde förekommer bara ett fåtal lämpliga habitat och hela beståndet är uppdelat i flera från varandra skilda populationer. Konkurrensen med snösorken (Chionomys nivalis) kan påverka arten negativ. IUCN listar europeisk bergssork som sårbar (VU).